# Северноанглийские диалекты английского языка

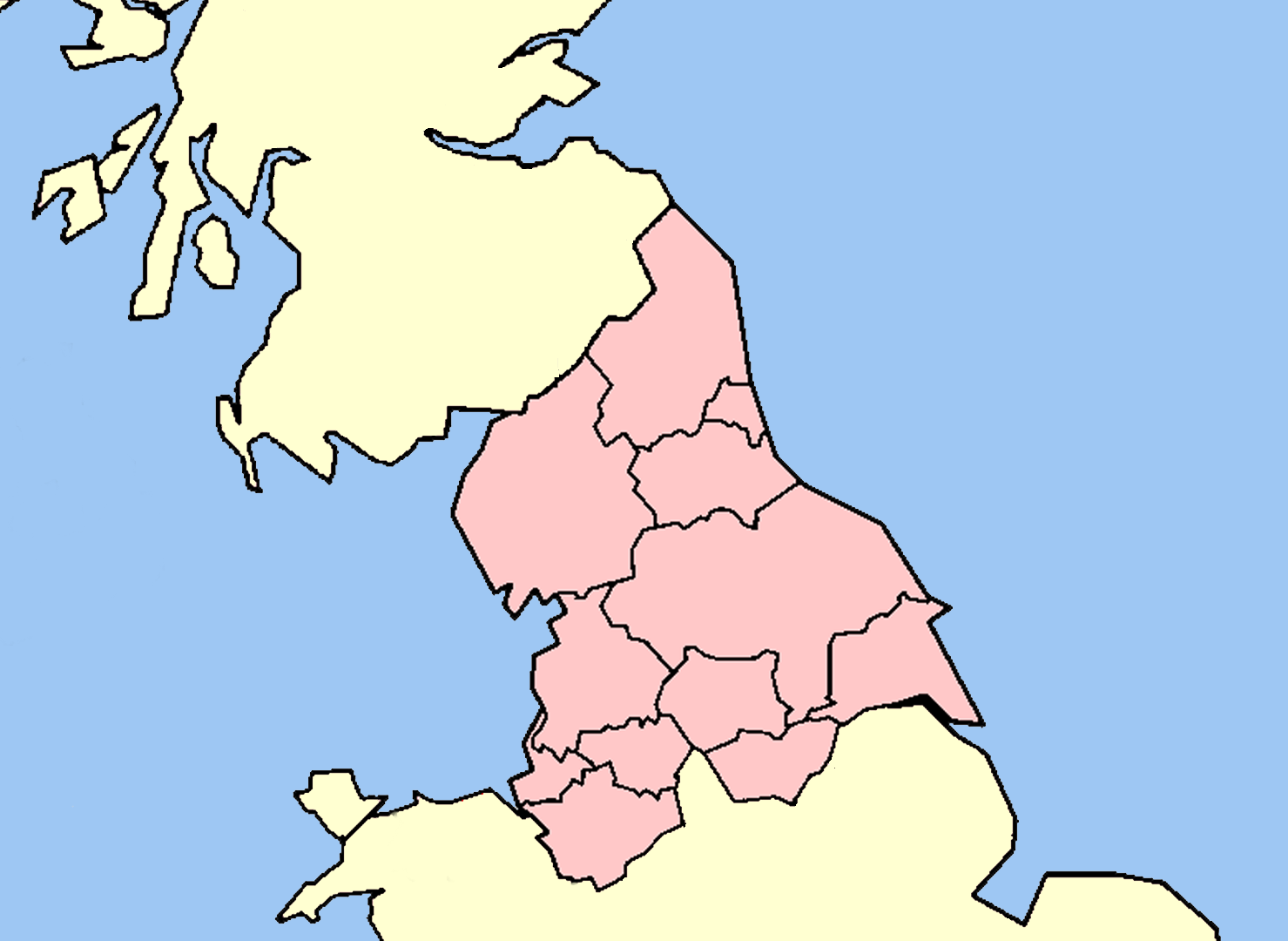
Местоположение Северной Англии на карте Англии.

Северноанглийские диалекты английского языка  (англ. Northern English) — группа диалектов английского языка, на которых говорят в Северной Англии. Они включают в себя группу диалектов Северо-Восточной Англии, камбрийский диалект (уэстморская разновидность в Южном Лэйкленде и особая разновидность в Барроу-ин-Фернессе), а также разнообразные диалекты Йоркшира и Ланкашира (которые всё чаще называют «Lanky», хотя это и неправильно).
В некоторых словах диалектов «дальнего» севера Англии (lonning (переулок) в Западной Камбрии, thorpe (поляна) в Восточном Йоркшире) и диалектов северо-востока Англии замечается влияние языков викингов. Данное явление связывают с временами Данелага, когда викинги активно взаимодействовали с местными жителями упомянутых регионов. Также на большинство диалектов севера Англии повлиял норвежский язык, за исключением диалекта графства Ист-Райдинг-оф-Йоркшир, который больше подвергся влиянию датского языка. По приблизительным подсчётам, около 7 % слов диалекта Западной Камбрии произошло из норвежского языка, либо заимствовано из него.
Северноанглийские диалекты английского языка являются одной из крупнейших групп диалектов английского языка в Англии; остальные группы включают восточноанглийские диалекты, диалекты Западного и Восточного Мидленда, диалекты Уэст-Кантри (Сомерсет, Девон, Корнуэлл) и южноанглийские диалекты.

## Разновидности
Северноанглийские диалекты включают в себя:
- Камбрийский диалект;
- Джорди (в Ньюкасле/Тайнсайде, южных районах Нортамберленда и северных районах графства Дарем);
- Разнообразные диалекты и акценты Ланкашира (в Ланкашире);
- Макем (в Сандерленде/Уирсайде);
- Манчестерский диалект (в Манчестере, Солфорде, различных районах графства Большой Манчестер, а также в Ланкашире и Восточном Чешире);
- Питматик (две разновидности — в бывших общинах горняков графства Дарем и в Нортамберленде);
- Скауз (в Ливерпуле/Мерсисайде, также в Чешире и на северном побережье Уэльса);
- Тиссайдский диалект (в Мидлсбро/Стоктон-он-Тисе и прилегающих территориях);
- Разнообразные диалекты и акценты Йоркшира (в Йоркшире).

Можно заметить, что даже в пределах одного региона диалекты могут существенно различаться. К примеру, ланкаширский диалект подразделяется на множество субдиалектов, которые варьируются в произношении и словарном запасе от востока Ланкашира к западу и даже от города к городу. Изменения в акценте становятся заметны уже на расстоянии 8 км от выбранной местности. Так же дела обстоят в Йоркшире. Общество йоркширского диалекта разделяет его на диалекты Вест-Райдинг-оф-Йоркшира и диалекты Норт- и Ист-Райдинг-оф-Йоркшира.

## Общие особенности
Существует несколько языковых черт, совпадающих во всех диалектах северной Англии.

Приблизительные позиции кратких монофтонгов в северноанглийских диалектах. Lodge (2009).

- В северноанглийских диалектах отсутствует так называемое «разделение foot-strut» (англ. foot-strut split), из-за чего слова cut и put рифмуются и произносятся с одним и тем же звуком /ʊ/. Это привело к тому, что некоторые жители южной Англии стали называть северную Англию «Oop North» (/ʊp nɔːθ/, примерный перевод — «там, на Севере»). Причина кроется в том, что южане совершенно не понимают произношение северянами слова up и ему подобных. Во многих случаях там, где в Received Pronunciation принято произносить звук /ʊ/, жители северной Англии произносят /uː/. Так, book с северноанглийским акцентом звучит как /buːk/, а некоторое особо консервативные носители могут даже произнести look как /luːk/.
- В северноанглийских акцентах почти не используется звук /ɑː/, а значит, cast произносится как [kast], в отличие от традиционного южноанглийского [kɑːst]. Подобное произношение также сохранилось во всех словах, подвергшихся «разделению trap-bath» (англ. trap-bath split).
- В речи многих носителей, звук /ɑː/, перекочевавший в стандартный английский из RP, постепенно уступает своё место /aː/ в таких словах, как palm, cart, start и tomato.
- Гласный звук в dress, test, pet и им подобным более открытый и определяется фонетиком Джоном Уэллсом как /ɛ/, а не как /e/.
- Буква в словах вроде cat и trap произносится как [a], в отличие от [æ] в традиционном RP и многих диалектах американского английского.
- В большинстве регионов буква y на конце слов (happy, city) произносится как [ɪ], подобно букве i в bit. Ранее такое произношение являлось нормой для RP, пока ему на смену в конце 1990-х годов не пришло современное [i]. Звук [i], однако, всё ещё используется на дальнем севере Англии и в Мерсисайде.
- Типичные для RP фонемы /eɪ/ (как в face) и /əʊ/ (как в goat) часто произносятся как монофтонги ([eː] и [oː], например) или как устаревшие дифтонги (/ɪə/ и /ʊə/). Однако, стоит отметить, что качество произношения подобных фонем разнится от региона к региону. То, как носитель диалекта произносит данные звуки, может дать более полное представление о его социальном статусе и классе, нежели все остальные показатели, перечисленные выше.

| Важнейшие отличительные звуки северноанглийских диалектов | Важнейшие отличительные звуки северноанглийских диалектов | Важнейшие отличительные звуки северноанглийских диалектов | Важнейшие отличительные звуки северноанглийских диалектов | Важнейшие отличительные звуки северноанглийских диалектов | Важнейшие отличительные звуки северноанглийских диалектов | Важнейшие отличительные звуки северноанглийских диалектов | Важнейшие отличительные звуки северноанглийских диалектов | Важнейшие отличительные звуки северноанглийских диалектов | Важнейшие отличительные звуки северноанглийских диалектов |             |             |             |             |             |             |
| --------------------------------------------------------- | --------------------------------------------------------- | --- | --- | --- | --- | --- | --- | --- | --- | ----------- | ----------- | ----------- | ----------- | ----------- | ----------- |
| Английские диафонемы                                      | Примеры                                                   | Дербишир | Манчестер | Ланкашир | Йоркшир | Камбрия | Нортамбеленд | Скауз | Джорди |             |             |             |             |             |             |
| /æ/                                                       | bath, dance, trap                                         | [a~ä] слушатьо файле | [a~ä] слушатьо файле | [a~ä] слушатьо файле | [a~ä] слушатьо файле | [a~ä] слушатьо файле | [a~ä] слушатьо файле | [a~ä] слушатьо файле | [a~ä] слушатьо файле |             |             |             |             |             |             |
| /ɑː/                                                      | bra, calm, father                                         | [aː~äː] слушатьо файле [äː] в современном джорди, но [ɒː] в традиционном джорди | [aː~äː] слушатьо файле [äː] в современном джорди, но [ɒː] в традиционном джорди | [aː~äː] слушатьо файле [äː] в современном джорди, но [ɒː] в традиционном джорди | [aː~äː] слушатьо файле [äː] в современном джорди, но [ɒː] в традиционном джорди | [aː~äː] слушатьо файле [äː] в современном джорди, но [ɒː] в традиционном джорди | [aː~äː] слушатьо файле [äː] в современном джорди, но [ɒː] в традиционном джорди | [aː~äː] слушатьо файле [äː] в современном джорди, но [ɒː] в традиционном джорди | [aː~äː] слушатьо файле [äː] в современном джорди, но [ɒː] в традиционном джорди |             |             |             |             |             |             |
| /ɑr/                                                      | car, heart, stark                                         | /ɑː/ слушатьо файле | [aː~äː] слушатьо файлетакже, в неротичном ланкаширском диалекте: [æː]; в ротичном: [æːɹ] | [aː~äː] слушатьо файлетакже, в неротичном ланкаширском диалекте: [æː]; в ротичном: [æːɹ] | [aː~äː] слушатьо файлетакже, в неротичном ланкаширском диалекте: [æː]; в ротичном: [æːɹ] | [aː~äː] слушатьо файлетакже, в неротичном ланкаширском диалекте: [æː]; в ротичном: [æːɹ] | [aː~äː] слушатьо файлетакже, в неротичном ланкаширском диалекте: [æː]; в ротичном: [æːɹ] | [aː~äː] слушатьо файлетакже, в неротичном ланкаширском диалекте: [æː]; в ротичном: [æːɹ] | [ɒː~ɑː] слушатьо файле |             |             |             |             |             |             |
| /aɪ/                                                      | fight, ride, try                                          | [äɪ] слушатьо файлев джорджи и нортамберлендском диалекте, если не на конце слова или до звонкого фрикативного согласного: [ɛɪ~əɪ] слушатьо файле                                                                     | [äɪ] слушатьо файлев джорджи и нортамберлендском диалекте, если не на конце слова или до звонкого фрикативного согласного: [ɛɪ~əɪ] слушатьо файле                                                                     | [äɪ] слушатьо файлев джорджи и нортамберлендском диалекте, если не на конце слова или до звонкого фрикативного согласного: [ɛɪ~əɪ] слушатьо файле                                                                     | [äɪ] слушатьо файлев джорджи и нортамберлендском диалекте, если не на конце слова или до звонкого фрикативного согласного: [ɛɪ~əɪ] слушатьо файле                                                                     | [äɪ] слушатьо файлев джорджи и нортамберлендском диалекте, если не на конце слова или до звонкого фрикативного согласного: [ɛɪ~əɪ] слушатьо файле                                                                     | [äɪ] слушатьо файлев джорджи и нортамберлендском диалекте, если не на конце слова или до звонкого фрикативного согласного: [ɛɪ~əɪ] слушатьо файле                                                                     | [äɪ] слушатьо файлев джорджи и нортамберлендском диалекте, если не на конце слова или до звонкого фрикативного согласного: [ɛɪ~əɪ] слушатьо файле                                                                     | [äɪ] слушатьо файлев джорджи и нортамберлендском диалекте, если не на конце слова или до звонкого фрикативного согласного: [ɛɪ~əɪ] слушатьо файле                                                                     |             |             |             |             |             |             |
| /aʊ/                                                      | brown, flautist, mouth                                    | [aʊ~æʊ] слушатьо файлев ланкаширском диалекте также [æʊ~ɛʊ] | [aʊ~æʊ] слушатьо файлев ланкаширском диалекте также [æʊ~ɛʊ] | [aʊ~æʊ] слушатьо файлев ланкаширском диалекте также [æʊ~ɛʊ] | [aʊ~æʊ] слушатьо файлев ланкаширском диалекте также [æʊ~ɛʊ] | [aʊ~æʊ] слушатьо файлев ланкаширском диалекте также [æʊ~ɛʊ] | [ɐʊ] | [æʊ] | [ɐʊ~ɜʊ~əʊ] слушатьо файле |             |             |             |             |             |             |
| /eɪ/                                                      | lame, rein, stain                                         | [eː~ɛː] слушатьо файлев дербиширском, манчестерском, ланкаширском, камбрийском и йоркширском диалектах перед /t/: [eɪ~ɛɪ]                                                                                             | [eː~ɛː] слушатьо файлев дербиширском, манчестерском, ланкаширском, камбрийском и йоркширском диалектах перед /t/: [eɪ~ɛɪ]                                                                                             | [eː~ɛː] слушатьо файлев дербиширском, манчестерском, ланкаширском, камбрийском и йоркширском диалектах перед /t/: [eɪ~ɛɪ]                                                                                             | [eː~ɛː] слушатьо файлев дербиширском, манчестерском, ланкаширском, камбрийском и йоркширском диалектах перед /t/: [eɪ~ɛɪ]                                                                                             | [eː~ɛː] слушатьо файлев дербиширском, манчестерском, ланкаширском, камбрийском и йоркширском диалектах перед /t/: [eɪ~ɛɪ]                                                                                             | [eː~ɛː] слушатьо файлев дербиширском, манчестерском, ланкаширском, камбрийском и йоркширском диалектах перед /t/: [eɪ~ɛɪ]                                                                                             | [eɪ] слушатьо файле | [eː~ɛː] bkb [eə~ɪə] |             |             |             |             |             |             |
| /ɜːr/                                                     | first, learn, wилиd                                       | [ɜː~ɛː] слушатьо файлев ротичном ланкаширском: [ə(ɹ)ː] | [ɜː~ɛː] слушатьо файлев ротичном ланкаширском: [ə(ɹ)ː] | [ɜː~ɛː] слушатьо файлев ротичном ланкаширском: [ə(ɹ)ː] | [ɜː~ɛː] слушатьо файлев ротичном ланкаширском: [ə(ɹ)ː] | [ɜː~ɛː] слушатьо файлев ротичном ланкаширском: [ə(ɹ)ː] | [ɜː~ɛː] слушатьо файлев ротичном ланкаширском: [ə(ɹ)ː] | [ɛː~eː] слушатьо файле | [œː~øː] слушатьо файле |             |             |             |             |             |             |
| /ər/                                                      | doctили, martyr, smaller                                  | [ə~ɜ~ɛ] слушатьо файлев ротичном ланкаширском и нортамберлендском: [əɹ~ɜɹ]; в джорди также: [ɛ~ɐ] | [ə~ɜ~ɛ] слушатьо файлев ротичном ланкаширском и нортамберлендском: [əɹ~ɜɹ]; в джорди также: [ɛ~ɐ] | [ə~ɜ~ɛ] слушатьо файлев ротичном ланкаширском и нортамберлендском: [əɹ~ɜɹ]; в джорди также: [ɛ~ɐ] | [ə~ɜ~ɛ] слушатьо файлев ротичном ланкаширском и нортамберлендском: [əɹ~ɜɹ]; в джорди также: [ɛ~ɐ] | [ə~ɜ~ɛ] слушатьо файлев ротичном ланкаширском и нортамберлендском: [əɹ~ɜɹ]; в джорди также: [ɛ~ɐ] | [ə~ɜ~ɛ] слушатьо файлев ротичном ланкаширском и нортамберлендском: [əɹ~ɜɹ]; в джорди также: [ɛ~ɐ] | [ə~ɜ~ɛ] слушатьо файлев ротичном ланкаширском и нортамберлендском: [əɹ~ɜɹ]; в джорди также: [ɛ~ɐ] | [ə~ɜ~ɛ] слушатьо файлев ротичном ланкаширском и нортамберлендском: [əɹ~ɜɹ]; в джорди также: [ɛ~ɐ] |             |             |             |             |             |             |
| /iː/                                                      | beam, marine, fleece                                      | [ɪi] | [ɪi] | [ɪi] | [ɪi] | [ɪi] | [i] слушатьо файле | [i] слушатьо файле | [ɪi~i] |             |             |             |             |             |             |
| /ɪ/ или /i/, безударные, или на конце слов                | city, honey, parties                                      | [i] слушатьо файле | [ɪ~e] слушатьо файлетакже, в севернойоркширском: [i] | [ɪ~e] слушатьо файлетакже, в севернойоркширском: [i] | [ɪ~e] слушатьо файлетакже, в севернойоркширском: [i] | [ɪi~i] | [ɪi~i] | [i] | [i] |             |             |             |             |             |             |
| /ɔː/                                                      | all, bought, saw                                          | [ɔː] слушатьо файле | [ɒː~ɔː] | [ɒː~ɔː] | [ɒː~ɔː] | [ɒː~ɔː] | [ɒː~ɔː] | [ɔ:] | [ɒː~ɔː] |             |             |             |             |             |             |
| /oʊ/                                                      | goal, shown, toe                                          | [ɔʊ] слушатьо файле | [oː~ɔː] слушатьо файлев западнойоркширском чаще встречается: [ɔː] | [oː~ɔː] слушатьо файлев западнойоркширском чаще встречается: [ɔː] | [oː~ɔː] слушатьо файлев западнойоркширском чаще встречается: [ɔː] | [oː~ɔː] слушатьо файлев западнойоркширском чаще встречается: [ɔː] | [oː~ɔː] слушатьо файлев западнойоркширском чаще встречается: [ɔː] | [ɛʊ~ɜʊ] слушатьо файле | [oː~ɔː] или [oə] |             |             |             |             |             |             |
| /ʌ/                                                       | bus, flood, what                                          | [ʊ] слушатьо файлев нортамберлендском более округленный [ʌ̈]; в скаузе, манчестерском и южнойоркширском диалектах, слово one произносится только с [ɒ]. Иногда то же происходит со словами once, among, none и nothing | [ʊ] слушатьо файлев нортамберлендском более округленный [ʌ̈]; в скаузе, манчестерском и южнойоркширском диалектах, слово one произносится только с [ɒ]. Иногда то же происходит со словами once, among, none и nothing | [ʊ] слушатьо файлев нортамберлендском более округленный [ʌ̈]; в скаузе, манчестерском и южнойоркширском диалектах, слово one произносится только с [ɒ]. Иногда то же происходит со словами once, among, none и nothing | [ʊ] слушатьо файлев нортамберлендском более округленный [ʌ̈]; в скаузе, манчестерском и южнойоркширском диалектах, слово one произносится только с [ɒ]. Иногда то же происходит со словами once, among, none и nothing | [ʊ] слушатьо файлев нортамберлендском более округленный [ʌ̈]; в скаузе, манчестерском и южнойоркширском диалектах, слово one произносится только с [ɒ]. Иногда то же происходит со словами once, among, none и nothing | [ʊ] слушатьо файлев нортамберлендском более округленный [ʌ̈]; в скаузе, манчестерском и южнойоркширском диалектах, слово one произносится только с [ɒ]. Иногда то же происходит со словами once, among, none и nothing | [ʊ] слушатьо файлев нортамберлендском более округленный [ʌ̈]; в скаузе, манчестерском и южнойоркширском диалектах, слово one произносится только с [ɒ]. Иногда то же происходит со словами once, among, none и nothing | [ʊ] слушатьо файлев нортамберлендском более округленный [ʌ̈]; в скаузе, манчестерском и южнойоркширском диалектах, слово one произносится только с [ɒ]. Иногда то же происходит со словами once, among, none и nothing |             |             |             |             |             |             |
| /uː/                                                      | food, glue, lose                                          | [ɵʏ] или [ɛʊ] | [ʊu] or [ʏ~ʉ] слушатьо файле | [ʊu] or [ʏ~ʉ] слушатьо файле | Северный Йоркшир: [ʏ] Южный Йоркшир: [ʊu] | [ʉ~u] слушатьо файле | [ʉ~y] | [ʉ(ː)] слушатьо файле | [ʉu~ʊu~ɵʊ] |             |             |             |             |             |             |
| /k/ между слогов и на конце слов                          | racquet, joker, luck                                      | [k] слушатьо файле | [k] слушатьо файле | [k] слушатьо файле | [k] слушатьо файле | [k] слушатьо файле | [k] слушатьо файле | [k~x] слушатьо файле или [k~ç] слушатьо файле | [k] |             |             |             |             |             |             |
| /l/                                                       | lie, mill, salad                                          | [l~ɫ]/l/ часто веляризирован [ɫ] (слушатьо файле) в северной Англии, особенно это выражено в Манчестере и Ланкашире.                                                                                                  | [l~ɫ]/l/ часто веляризирован [ɫ] (слушатьо файле) в северной Англии, особенно это выражено в Манчестере и Ланкашире.                                                                                                  | [l~ɫ]/l/ часто веляризирован [ɫ] (слушатьо файле) в северной Англии, особенно это выражено в Манчестере и Ланкашире.                                                                                                  | [l~ɫ]/l/ часто веляризирован [ɫ] (слушатьо файле) в северной Англии, особенно это выражено в Манчестере и Ланкашире.                                                                                                  | [l~ɫ]/l/ часто веляризирован [ɫ] (слушатьо файле) в северной Англии, особенно это выражено в Манчестере и Ланкашире.                                                                                                  | [l~ɫ]/l/ часто веляризирован [ɫ] (слушатьо файле) в северной Англии, особенно это выражено в Манчестере и Ланкашире.                                                                                                  | [l~ɫ]/l/ часто веляризирован [ɫ] (слушатьо файле) в северной Англии, особенно это выражено в Манчестере и Ланкашире.                                                                                                  | [l] слушатьо файле |             |             |             |             |             |             |
| /h/ в начале слов                                         | hand, head, home                                          | [∅] или [h] | [∅] или [h] | [∅] или [h] | [∅] или [h] | [∅] или [h] | [∅] или [h] | [∅] или [h] | [∅] или [h] |             |             |             |             |             |             |
| /ŋ/ в ударном слоге                                       | bang, singer, wrong                                       | [ŋg] или [ŋ][ŋ] распространён в северной половине исторического Ланкашира | [ŋg] или [ŋ][ŋ] распространён в северной половине исторического Ланкашира | [ŋg] или [ŋ][ŋ] распространён в северной половине исторического Ланкашира | [ŋ][ŋg] распространён только в Шеффилде, южный Йоркшир | [ŋ][ŋg] распространён только в Шеффилде, южный Йоркшир | [ŋ][ŋg] распространён только в Шеффилде, южный Йоркшир | [ŋg] | [ŋ] |             |             |             |             |             |             |
| /t/ между слогов                                          | attic, rating, writer                                     | [t] или [ʔ] | [t] или [ʔ] | [t] или [ʔ] | [t] или [ʔ] | [t] или [ʔ] | [t] или [ʔ] | [θ̠] (слушатьо файле) или [ʔ] | [ʔ] (слушатьо файле) |             |             |             |             |             |             |
| /t/ в конце слов и перед согласными                       | bat, fitness, patsy                                       | [t] или [ʔ] | [t] или [ʔ] | [t] или [ʔ] | [t] или [ʔ] | [t] или [ʔ] | [t] или [ʔ] | [θ̠] (слушатьо файле) или [ʔ] | [t] или [ʔ] | [t] или [ʔ] | [t] или [ʔ] | [t] или [ʔ] | [t] или [ʔ] | [t] или [ʔ] | [t] или [ʔ] |
| Английская диафонема                                      | Примеры                                                   | Дербишир | Манчестер | Ланкашир | Йоркшир | Камбрия | Нортамберленд | Скауз | Джорди |             |             |             |             |             |             |